# مرکز خرید رومینه ئست

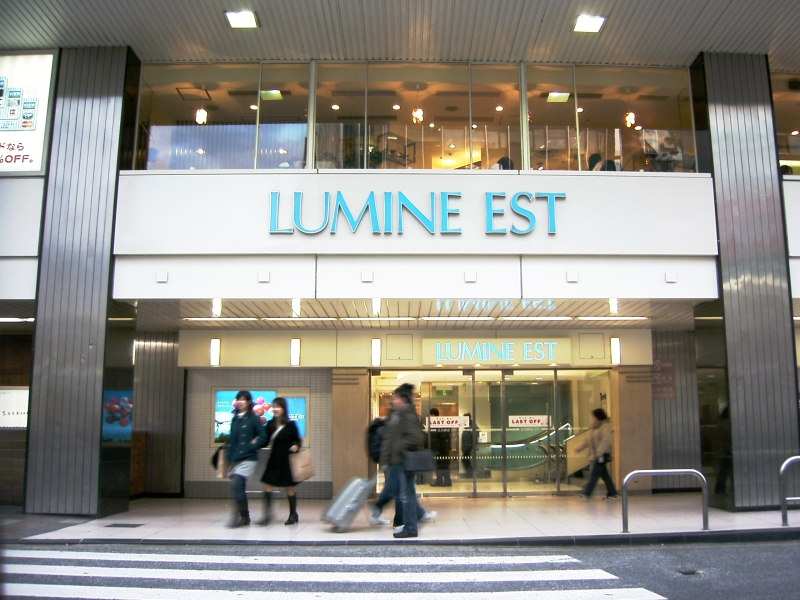
مرکز خرید رومینه ئست

مرکز خرید رومینه ئست (به ژاپنی: ルミネエスト LUMINE EST) نام مرکز خریدی است که در منطقهٔ شینجوکو در توکیو پایتخت ژاپن واقع شده و یک قسمت از ساختمان ایستگاه شینجوکو محسوب می‌شود. این مرکز خرید دارای دو طبقه در زیرزمین و ۸ طبقه بالاتر از سطح زمین است.